# 郡上市立八幡小学校
郡上市立八幡小学校 （ぐじょうしりつ はちまんしょうがっこう）は、岐阜県郡上市八幡町にある公立小学校。

## 通学区域
- 通学区域は八幡町桜町、八幡町柳町、八幡町殿町、八幡町職人町、八幡町鍛冶屋町、八幡町大手町、八幡町本町、八幡町肴町、八幡町新町、八幡町橋本町、八幡町島谷、八幡町大正町、八幡町旭（一部）、八幡町尾崎町、八幡町向山、八幡町小野、八幡町小野2-8丁目、八幡町城南町である。公立中学校の進学先は郡上市立八幡中学校である[1]。

## 沿革
- 1873年（明治6年） - 八幡桜町に桜義校が開校する。校舎は郡上藩藩校の集成館を使用。同年桜義小学校に改称する。
- 1878年（明治11年） - 島谷村[2]が桜義小学校より脱退。島谷小学校が開校する。
- 1879年（明治12年） - 桜義小学校が八幡小学校に改称する。
- 1886年（明治19年） - 八幡小学校が八幡尋常小学校、島谷小学校が島谷尋常小学校に、それぞれ改称する。
- 1900年（明治33年） - 八幡尋常小学校が八幡尋常高等小学校、島谷尋常小学校が島谷尋常高等小学校に、それぞれ改称する。
- 1902年（明治35年） - 八幡尋常高等小学校と島谷尋常高等小学校が統合され、八幡尋常高等小学校となる。男子が旧・八幡尋常高等小学校校舎、女子が旧・島谷尋常高等小学校校舎に分かれての授業となる。
- 1903年（明治36年） - 現在地に移転する。
- 1906年（明治39年） - 男女別授業を廃止。
- 1941年（昭和16年） - 八幡国民学校に改称する。
- 1947年（昭和22年） - 八幡町立八幡小学校に改称する。
- 2004年（平成16年）3月1日 - 八幡町、大和町、白鳥町、高鷲村、美並村、明宝村、和良村が合併し、郡上市が発足。同時に郡上市立八幡小学校に改称する。